# Битва під Кокенгаузеном
Битва під Кокенгаузеном — битва польсько-шведської війни 1600—1611 років, відбулась 23 червня 1601 року біля містечка Кокенгаузен на Західній Двіні, в якій військо Христофора Радзивілла і Яна Ходкевича розбило переважаюче шведське військо Карла Гюлленхельма. Одна з найславетніших з перемог в історії польських та литовських крилатих гусар.

## Сили

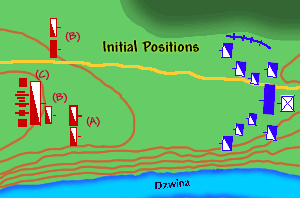
Розстановка сил перед битвою

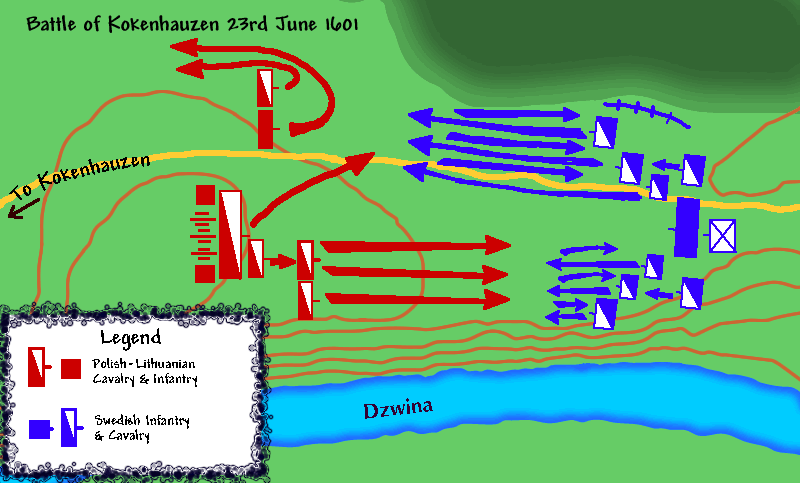
Хід битви

Радзивілл та Ходкевич мали на полі битви близько 3 тис. війська з 9 гарматами, у тому числі близько 400 піхотинців і 1000 крилатих гусар: головні сили з 1000 кавалеристами під командуванням Ходкевича і Януша Радзивілла (син Христофора Радзивілла) стали по центру, на правому крилі встав Кшиштофа Дорогостайського з гусарами, на лівому — Петро Стабровский. Ще 500 піхотинців під командуванням Отто Денгоффа в цей час блокувати шведський гарнізон у Кокенгаузені.
Карл Гюлленхельм мав близько 5 тис. війська: по центру стала піхота, за нею були сховані 17 гармат, перед строєм піхоти був споруджений захисний вал і виставлені іспанські рогатки. Кавалерія була розділена порівну на дві частини і поставлена на фланги піхотного строю.

## Хід битви
Битва почалася з атаки фінських рейтар лівого крила шведів. Гусарія Дорогостайського завдала удару у відповідь, і звернула супротивника у втечу. Тим часом праве крило шведів завдало удару по польсько-литовській кавалерії і піхоті і почало їх тіснити. Христофор Радзивілл відправив резервний полк на допомогу лівому крилу і шведська атака була відбита. Укріплений центр шведів тримався, але литовці підтягли артилерію і вдарили по піхоті в центрі.
Стиснені в маневрі шведи не змогли перегрупувати військо і використати власну артилерію, яка стояла у них в тилу і, в результаті, були розбиті.